# Chirita longicalyx
Chirita longicalyx är en tvåhjärtbladig växtart som beskrevs av J.M. Li och Y.Z. Wang. Chirita longicalyx ingår i släktet Chirita och familjen Gesneriaceae. Inga underarter finns listade i Catalogue of Life.